# WTA Austrian Open 1993
Il WTA Austrian Open 1993 è stato un torneo di tennis giocato sulla terra rossa. È stata la 22ª edizione del torneo, che fa parte della categoria Tier III nell'ambito del WTA Tour 1993. Si è giocato a Kitzbühel in Austria, dal 12 al 18 luglio 1993.

## Campionesse

### Singolare
Anke Huber ha battuto in finale  Judith Wiesner con il punteggio di 6–4, 6–1

### Doppio
Fang Li /  Dominique Monami hanno battuto in finale  Maja Murić /  Pavlina Rajzlova con il punteggio di 6–2, 6–1